# Caroline Kuhlman
Caroline Kuhlman (* 25. August 1966) ist eine ehemalige US-amerikanische Tennisspielerin.

## Karriere
1984 gewann sie den Titel im Juniorinnendoppel von Wimbledon. Das Finale gewann sie an der Seite von Stephanie Rehe mit 6:3, 7:5 und 6:4 gegen Wiktorija Milwidskaja/Laryssa Sawtschenko.
Während ihrer Tennislaufbahn gewann sie fünf Einzel- und drei Doppeltitel auf dem ITF Women’s Circuit. Auf der WTA Tour stand sie einmal im Endspiel. Sie verlor das Finale der Amway Classic 1993 in Auckland gegen Elna Reinach mit 0:6 und 0:6.

## Abschneiden bei Grand-Slam-Turnieren

### Einzel
| Turnier         | 1983 | 1984 | 1985 | 1986  | 1987 | 1988 | 1989 | 1990 | 1991 | 1992 | 1993 | 1994 | Karriere |
| --------------- | ---- | ---- | ---- | ----- | ---- | ---- | ---- | ---- | ---- | ---- | ---- | ---- | -------- |
| Australian Open | —    | —    | —    | n. a. | —    | —    | —    | —    | —    | —    | 1    | 3    | 3        |
| French Open     | —    | —    | —    | —     | —    | —    | —    | —    | —    | 1    | 1    | 1    | 1        |
| Wimbledon       | —    | —    | —    | 1     | —    | —    | —    | —    | —    | 1    | 1    | 2    | 2        |
| US Open         | 1    | —    | 3    | 2     | —    | —    | —    | 2    | —    | 3    | 1    | 2    | 3        |

Zeichenerklärung: S = Turniersieg; F, HF, VF, AF = Einzug ins Finale / Halbfinale / Viertelfinale / Achtelfinale; 1, 2, 3 = Ausscheiden in der 1. / 2. / 3. Hauptrunde; Q1, Q2, Q3 = Ausscheiden in der 1. / 2. / 3. Runde der Qualifikation; n. a. = nicht ausgetragen

### Doppel
| Turnier         | 1986  | 1987 | 1988 | 1989 | 1990 | 1991 | 1992 | 1993 | 1994 | Karriere |
| --------------- | ----- | ---- | ---- | ---- | ---- | ---- | ---- | ---- | ---- | -------- |
| Australian Open | n. a. | —    | —    | —    | —    | —    | 1    | 1    | 2    | 2        |
| French Open     | —     | —    | —    | —    | —    | —    | 2    | —    | —    | 2        |
| Wimbledon       | —     | —    | —    | —    | —    | —    | 1    | —    | —    | 1        |
| US Open         | 1     | —    | —    | —    | —    | —    | 1    | —    | —    | 1        |

### Mixed
| Turnier         | 1990 | 1991 | 1992 | Karriere |
| --------------- | ---- | ---- | ---- | -------- |
| Australian Open | —    | —    | —    | —        |
| French Open     | —    | —    | —    | —        |
| Wimbledon       | —    | —    | 1    | 1        |
| US Open         | 1    | —    | —    | 1        |